# Liste der russischen Botschafter in Israel
| Ernannt / Akkreditiert | Name in lateinischen Buchstaben  | russisch                    | Lebensdaten     | Bemerkungen | Russischer Ministerpräsident       | Israelischer Staatspräsident | Posten verlassen |
| ---------------------- | -------------------------------- | --------------------------- | --------------- | --- | ---------------------------------- | ---------------------------- | ---------------- |
| 26. Juni 1948          | Pawel Iwanowitsch Jerschow       | Ершов, Павел Иванович       | (* 1914 † 1981) | Gesandter | Josef Stalin                       | Chaim Weizmann               | 11. Feb. 1953    |
| 8. Aug. 1953           | Aleksandr N. Abramov             | Абрамов, Александр Никитич  | (* 1905 † 1973) | bis 16. Juni 1954: Geschäftsträger anschließend Botschafter                                                       | Georgi Maximilianowitsch Malenkow  | Yitzhak Ben-Zvi              | 21. Jan. 1958    |
| 21. Jan. 1958          | Michail Fjodorowitsch Bodrov     | Бодров, Михаил Фёдорович    | (* 1903 † 1988) | | Nikita Sergejewitsch Chruschtschow | Yitzhak Ben-Zvi              | 15. Okt. 1964    |
| 15. Okt. 1964          | Dmitri Stepanowitsch Tschuwachin | Чувахин, Дмитрий Степанович | (* 1903 † 1997) | | Leonid Iljitsch Breschnew          | Zalman Shazar                | 10. Juni 1967    |
| 23. Dez. 1991          | Alexander Bovin                  | Бовин, Александр Евгеньевич | (* 1930 † 2004) | | Boris Nikolajewitsch Jelzin        | Chaim Herzog                 | 25. Dez. 1991    |
| 25. Dez. 1991          | Alexander Bovin                  | Бовин, Александр Евгеньевич | (* 1930 † 2004) | | Boris Nikolajewitsch Jelzin        | Chaim Herzog                 | 27. März 1997    |
| 27. März 1997          | Michail Leonidowitsch Bogdanow   | Богданов, Михаил Леонидович | (* 1952)        | | Boris Nikolajewitsch Jelzin        | Ezer Weizman                 | 1. Feb. 2002     |
| 1. Feb. 2002           | Gennadi Pawlowitsch Tarasso      | Тарасов, Геннадий Павлович  | (* 1947)        | | Wladimir Wladimirowitsch Putin     | Mosche Katzaw                | 31. Jan. 2007    |
| 31. Jan. 2007          | Pjotr Wladimirowitsch Stegnij    | Стегний, Пётр Владимирович  | (* 1945)        | 2004: Botschafter in Ankara                                                                                       | Wladimir Wladimirowitsch Putin     | Shimon Peres                 | 8. Juli 2011     |
| 8. Juli 2011           | Efron Yakovlev                   | Яковлев, Сергей Яковлевич   | (* 1948)        | 30. November 2000 – 3. März 2006 Botschafter in den Vereinigten Arabischen Emiraten, 2006–2011 Sonderbotschafter. | Dmitri Anatoljewitsch Medwedew     | Shimon Peres                 |                  |